# Bruno Schulz
Bruno Schulz (Drohobycz, 12 juli 1892 - Drohobycz, 19 november 1942) was een Pools schrijver, schilder en graficus.
Schulz werd geboren Drohobycz in Galicië, een kleine provinciestad in het westelijk deel van de huidige Oekraïne, waar hij het grootste deel van zijn leven woonde, en dat later het decor zou vormen van zijn literair werk. Hij geldt naast Stanisław Ignacy Witkiewicz (Witkacy, 1885-1939) en Witold Gombrowicz (1904-1969) als een van de belangrijkste Poolse prozaschrijvers van de 20e eeuw. Daarnaast was hij een begaafd graficus.

## Kunstenaar

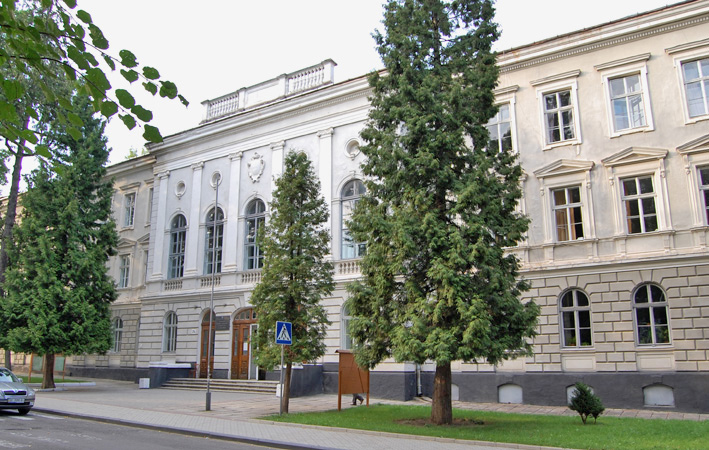
Het gymnasium in Drohobycz

Bruno Schulz werd in 1892 geboren in Drohobycz, in Galicië, dat toen deel uitmaakte van het Oostenrijks-Hongaars keizerrijk. Zijn vader Jakub Schulz bezat een bescheiden winkeltje in textiel. Al op vroege leeftijd legde Schulz een bijzondere liefde voor de beeldende kunst aan de dag. Later zou hij over de betekenis van zijn jeugd voor zijn latere kunstenaarschap aan Stanisław Ignacy Witkiewicz schrijven:
Ik weet niet hoe we in onze jeugd tot bepaalde beelden komen die voor ons van beslissende betekenis zijn. Ze spelen de rol van die draden in een oplossing waaromheen voor ons de betekenis van de wereld kristalliseert (...) Zulke beelden vormen een programma, ze leveren ons het kapitaal van de geest, dat heel vroeg in de vorm van intuïties en halfbewuste gewaarwordingen wordt gegeven. Mijns inziens zijn we de rest van ons leven bezig die inzichten te interpreteren, ze in de gehele inhoud die we verwerven te ontrafelen, ze in ons intellect te verwerken, in alles wat we kunnen omvatten. Die vroege beelden geven de grenzen van de creativiteit van de kunstenaar aan.
Vanaf 1910 studeerde hij architectuur aan de technische universiteit van Lemberg, het huidige Lviv. Gezondheidsredenen dwongen hem echter zijn studie voortijdig te beëindigen. In 1915 overleed zijn vader.

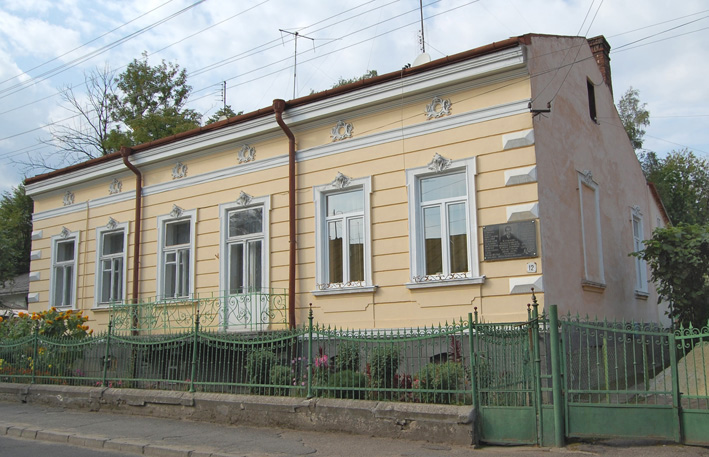
Huis bij Floriańskistraat waar Schulz vanaf 1914 met zijn ouders woonde

Tijdens de Eerste Wereldoorlog verbleef hij in diverse kuuroorden. In 1917 vertrok hij naar Wenen waar hij een korte tijd lithografie en tekenen studeerde aan de Academie voor beeldende Kunsten. Na drie maanden echter keerde hij terug naar zijn geboorteplaats, die hij behalve voor enkele reisjes binnen Polen, een bezoek aan Parijs en een boottochtje naar de Deense kust niet meer zou verlaten.
Van 1924 tot 1939 was Schulz werkzaam als docent artistieke vorming aan het plaatselijke Władysław Jagiełło-gymnasium dat hij zelf als leerling had bezocht. Soms verzorgde hij ook lessen wiskunde. In Drohobycz leefde hij in grote afzondering, ver van de literaire en artistieke coterieën van Warschau. Aanvankelijk hield hij zich voornamelijk bezig met schilderen en tekenen en het vervaardigen van etsen. Hij maakte een serie expressionistische pentekeningen, vaak masochistisch van karakter, die hij bijeenbracht in een portfolio onder de titel Xięga Bałwochwalcza, (Het Boek der Afgoderij) (1920). Deze uitgave leverde hem de dubieuze classificatie 'demonologist' op.

## Schrijver

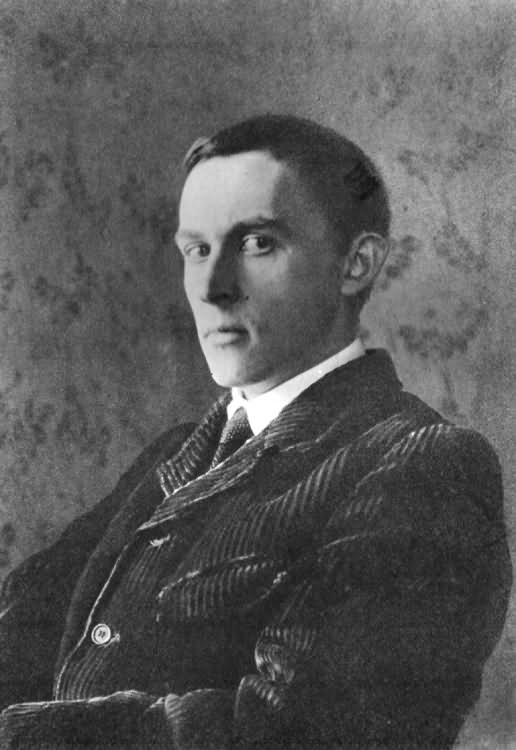
Stanisław Ignacy Witkiewicz, een van de weinige vrienden van Bruno Schulz

Bruno Schulz koos ervoor niet in het Duits, maar in het Pools te publiceren (het Jiddisch was hij niet machtig). In 1928 schreef hij zijn eerst korte verhaal Noc lipcowa (Een Julinacht), dat later zou worden opgenomen in de verhalenbundel Sanatorium pod klepsydrą. Vanaf 1930 verschenen er verschillende literaire kritieken van zijn hand in de Wiadomości Literackie (Het 'literaire nieuws'). In ditzelfde tijdschrift publiceerde hij in 1933 zijn eerste korte verhaal Ptaki (De Vogels). Hij polemiseerde met schrijver Witold Gombrowicz over wiens hoofdwerk Ferdydurke hij een artikel schreef. Eveneens wijdde hij een recensie aan de in 1936 in het Pools vertaalde roman 'Prins Incognito' van de Nederlandse schrijfster Jo van Ammers-Küller, een boek waarvoor hij weinig waardering kon opbrengen.
In die tijd correspondeerde Schulz met de Pools-Jiddische filosofe, dichteres en essayiste Deborah Vogel, die hij via Stanisław Ignacy Witkiewicz had leren kennen. Later, vanaf 1938, voerde hij een korte briefwisseling met de door hem bewonderde Thomas Mann. Daarnaast voert hij een correspondentie met Romana Halpern en van 1935 tot 1937 met Józefina Szelińska, docente Pools op een meisjesschool, met wie hij enige tijd verloofd was. Op aanraden van Zofia Nałkowska, een gerespecteerde Poolse romanschrijfster, die hij enkele malen in haar huis in Warschau had opgezocht, besloot hij enkele brieven, waarin hij het leven van de bewoners van Drohobycz beschrijft, als korte verhalen onder de titel Sklepy cynamonowe (De Kaneelwinkels) te publiceren (Schulz had de bundel aanvankelijk 'Herinneringen aan mijn vader willen noemen'). Schulz moest de uitgave deels zelf bekostigen. Wel kreeg hij financiële hulp van zijn broer Izydor Schulz, die carrière had gemaakt in de Poolse olie-industrie. Het boek werd in Warschau met welwillendheid ontvangen, vooral schrijvers bleken onder de indruk. Drie jaar later verscheen een tweede bundel verhalen Sanatorium pod klepsydrą. In 1938 ontving Schulz de prestigieuze 'Gouden Lauwerkrans' van de Poolse Academie voor Schone Letteren.

## Oorlogsjaren

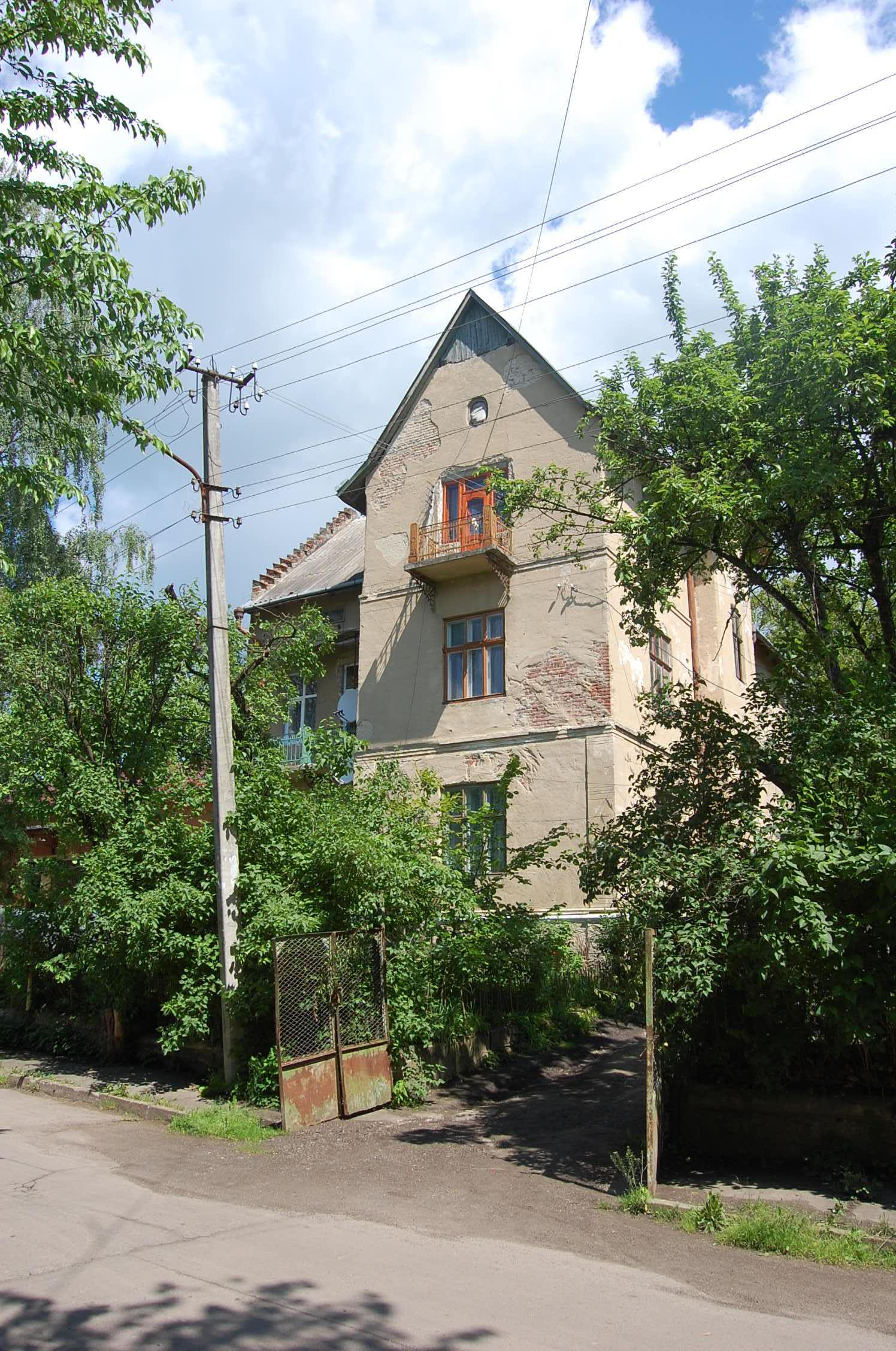
De villa van de Duitse officier Felix Landau waar Bruno Schulz enkele muurschilderingen maakte

Van 1939 tot 1941 woonde hij in het door de Russen bezette deel van Polen. Schulz bleef lesgeven, maar kon niet meer publiceren. Wel maakte hij enkele schilderijen om wat bij te verdienen. Later, toen de Duitsers de Sovjet-Unie binnenvielen, kwam Drohobycz onder Duits bestuur. Tijdens de Duitse bezetting werd Schulz, die geboren was uit Joodse ouders, buiten de wet gesteld en gedwongen in het getto van Drohobycz te wonen, hoewel hij, naar wordt aangenomen, enige tijd de bescherming genoot van een Duitse officier, Felix Landau, een fervent kunstliefhebber, die zijn tekeningen en schilderijen hogelijk bewonderde en hem opdracht gaf wat sprookjestaferelen in de kamer van zijn zoon te schilderen. Dit stelde hem in staat het getto af en toe te verlaten.
In 1942 probeerde Schulz zijn tekeningen en manuscripten in veiligheid te brengen en maakte hij plannen om met het valse identiteitsbewijs dat hij van Zofia Nałkowska had gekregen, Drohobycz te verlaten en naar Warschau te vluchten. Het liep echter anders. Op 19 november van dat jaar werd hij op straat doodgeschoten door ss-Scharführer Karl Günther, een officier van de Gestapo en een rivaal van Landau, die vermoedelijk wraak wilde nemen voor de moord op zijn eigen protegé, de tandarts Löwe. Er is wel beweerd, onder meer door de Pools-joodse criticus Artur Sandauer, dat Schulz zelfmoord wilde plegen, omdat de Gestapo die dag, ook wel 'zwarte donderdag' genoemd, op iedereen schoot (er vielen naast Schulz nog 200 doden). Hiervoor zijn echter geen aanwijzingen.

## Literaire werk
Schulz' literaire nalatenschap is uiterst beperkt gebleven. Zijn reputatie berust grotendeels op twee bundels korte verhalen: Sklepy cynamonowe (De Kaneelwinkels) (1934), en Sanatorium pod klepsydrą (1937), die samen de 'Genealogische Biografie' vormen (velen beschouwen de Kaneelwinkels als een roman; de verhalen van Sanatorium Klepsydra vertonen minder samenhang) . Hierin slaagt hij erin de kleine wereld van zijn kinderjaren in Drohobycz tot een mythisch universum om te vormen; zijn geboortehuis, het centrale marktplein, het winkeltje van zijn ouders, het labyrintische netwerk van straten, het spel tussen licht en donker, de sadistische huishoudster, de groteske gestalte van zijn vader en diens bonte verzameling vogels worden overladen met betekenissen waardoor zijn verhalen zich onttrekken aan de strikt biografische beschrijving. Ze roepen een oerwereld op waarin de mens altijd leeft en die wordt uitgedrukt door de zin uit de proloog van het Johannesevangelie: 'in den beginne was het Woord', waarbij het 'Woord' niet in de gebruikelijke betekenis moet worden opgevat, maar als de oorspronkelijke, alomvattende betekenis van de wereld die voorafgaat aan de dagelijkse taal. Zo scheef Schulz over de 'Kaneelwinkels':

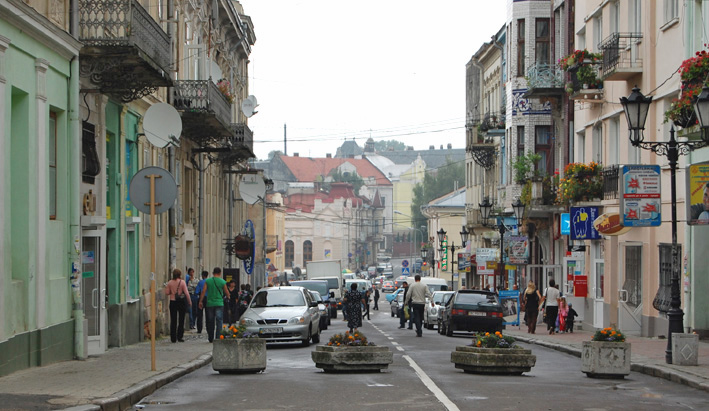
Drohobycz, ul. Stryjska in Drohobycz ("De straat van de krokodillen") die een belangrijke plaats inneemt in de Kaneelwinkels

Het is een geestelijke autobiografie, eerder nog: geneologie, de geneologie kat' exochen, daar deze de afstamming van de geest te zien geeft tot op die diepte waar hij in mythologie verzinkt, zich in mythologisch hallucineren verliest. Ik heb altijd het gevoel gehad dat de wortels van de individuele geest, indien ver genoeg achtervolgd, uiteindelijk in een soort mythisch oerland verdwijnen. Dat is de laatste bodem en verder kan men onmogelijk komen.
Het is Schulz niet te doen om het vertellen van een verhaal (de afwezigheid van een plot of een idee is opmerkelijk, van sociale interactie is nauwelijks sprake), maar om een proces van regeneratie, een 'groei tot onvolwassenheid'. Zijn verhalen willen een resonantie zijn van de vergeten en verborgen histories en een terugkeer bewerkstelligen naar de eenheid van de 'oude semantiek'. Zij kunnen worden beschouwd als een diepgaand sporenonderzoek, een excentrieke literaire archeologie van het 'geniale tijdperk' van de integrale mythologie dat ten grondslag ligt aan alle menselijke ervaring en ideeën, maar dat door de fraseologie, de groei van kennis en de praktische behoeften is gefragmenteerd. Alle vormen komen op om vervolgens uiteen te vallen, te desintegreren, omdat zij uiteindelijk een mythische eenheid zoeken, terug willen keren naar de oorspronkelijke mythologie.
Wanneer we met onze gewone woorden opereren, vergeten we dat het fragmenten van oude een eeuwige historiën zijn en dat we onze huizen als barbaren opbouwen uit de scherven van de tempels en standbeelden van de goden. Onze simpelste begrippen zijn verre afgeleiden van mythen en oude oude historiën. In onze ideeën is niets dat niet uit de mythologie stamt - dat geen vervormde, verminkte, getransformeerde mythologie is. De oerfunctie van de geest is het vertellen, het scheppen van 'historiën'. De stuwende kracht van de menselijke kennis is de overtuiging dat deze aan het eind van haar speurtochten de laatste betekenis van de wereld zal vinden.
Steeds is er in Schulz' werk een tegenstelling tussen strakke vormen en een proces van ondergang en groei, een proces dat de vormen in 'puinhoop' verandert:
Wegzakkend in de overdadige en chaotische bloei van hun tuintjes verdronken de buitenwijkhuisjes met ramen en al. Vergeten door de grote dag gedijden hier stil en welig allerlei planten, bloemen en onkruid, blij met de pauze die ze in de marge van de tijd aan de zoom van de oneindige dag konden verdromen.
De vormen bij Schulz ondergaan voortdurend een metamorfose, zodat ze soms lijken te leven en daardoor veroordeeld zijn tot het niets..
De vierkanten van de stoep vergleden langzaam onder onze zachte, vlakke stappen - sommige lichtroze als mensenhuid, andere goud- en loodkleurig, alle plat, warm en fluwelig in de zon, als zonnegezichten, door voeten tot onherkenbaarheid, tot zalig niet-zijn vertrapt.
Hij grijpt hierbij niet alleen terug naar de ervaringen uit zijn kindertijd in Drohobycz, maar kan tevens putten uit de Joodse verhalende traditie: de boeken van het Oude Testament, de Kaballa, de Talmoed en de Chassidische vertellingen en legendes zoals die zijn verzameld door Martin Buber in de omvangrijke bloemlezing Die Chassidischen Bücher (1927).

## Opera minor
Naast zijn twee eerder genoemde bundels zijn enkele korte prozateksten bewaard gebleven, waaronder enkele losse verhalen, een novelle Kometa (De Komeet) (1938), die in een Pools literair tijdschrift werd gepubliceerd en een kort essay over het wezen van de mythe Mityzacja Rzeczywistości (De Mythisering van de Werkelijkheid) (1936). Dit essay kan gezien worden als een verantwoording van zijn schrijverschap. Voor Schulz is de mythologie niet enkel iets dat in het verleden leeft, maar een gegeven dat ten grondslag ligt aan alle ervaring. Onze huidige taal heeft deze oorspronkelijkheid verloren. Ze heeft de heelheid van de mythe opgedeeld in afzonderlijke concepten. Deze concepten neigen zich echter te verbinden met andere concepten, uit te groeien tot iets wat ze zijn geweest, omdat ze de eenheid van het eerste woord weer terug willen vinden.
Het oorspronkelijke woord was een visioen dat om de betekenis van het licht cirkelde, was een groot universeel geheel. Het woord in de gewone betekenis van tegenwoordig is niet meer dan een brokstuk, een rudiment van een oude, alomvattende, integrale mythologie. Daarom wil het weer uitgroeien, neigt het tot regeneratie, tot vervollediging van zijn betekenis. Het leven van het woord bestaat daarin dat het zich rekt, naar duizenden verbindingen streeft, als het gevierendeelde lichaam van de slang in de legende, waarvan de stukken elkaar in het donker proberen terug te vinden.
In 1975 verscheen er postuum een verzameling brieven, onder de titel Księga Listów (Het Brievenboek).
Veel van Schulz' werk is tijdens de oorlog verloren gegaan, waaronder een groot deel van zijn schilderijen, een Duitse novelle getiteld Die Heimkehr, waarvan hij een kopie (die na de oorlog eveneens onvindbaar bleek) naar Thomas Mann stuurde, en het manuscript voor een omvangrijke roman Mesjasz (De Messias), waaraan hij vermoedelijk vanaf 1934 had gewerkt.
De Israëlische schrijver David Grossman laat Bruno Schulz in zijn roman "Zie: Liefde" (vertaling Hilde Pach, 1e druk 1986 uitg. Veen, hoofdstuk II p. 100-225) het manuscript van De Messias verliezen in de garderobe van een galerie in Dantzig waar hij een tentoonstelling van Edward Munch bezoekt. Bij het zien van de volmaaktheid van het schilderij "De Schreeuw" raakt hij in opperste staat van verwarring. Bijna in trance kust hij het schilderij en hoort dan soldatenlaarzen naderen. Hij vlucht de galerie uit, steekt de kade over en springt in het water. "Hij [Bruno] had immers zijn leven lang uitgezien naar de dag waarop - in zijn woorden - de wereld zijn huid zou afwerpen en uit zijn schubben tevoorschijn zou komen als een wonderbaarlijke hagedis." De verdwenen Messias speelt in dit bijna surrealistische hoofdstuk, geschreven in de stijl van Bruno Schultz, een belangrijke rol.

## Yad Vashem
In 2001 ontdekte de Duitse documentairemaker Benjamin Geissler, die met een filmploeg Drohobycz bezocht, enkele muurschilderingen die Schulz in de laatste weken voor zijn dood in de villa van Felix Landau had gemaakt. Niet lang daarna werden enkele fragmenten van deze fresco's door vertegenwoordigers van Yad Vashem naar Israël overgebracht, zonder dat zij hiervoor toestemming hadden gekregen van de Oekraïense autoriteiten, hoewel dit gegeven door Yad Vashem wordt tegengesproken. In ruil voor de fresco's heeft Yad Vashem geholpen een Bruno Schulz Museum in Drohobycz op te zetten.
Het verdwijnen van de fresco's heeft in Polen tot veel beroering geleid, daar men Schulz in eerste instantie als een Pool beschouwde en niet als een jood. Yad Vashem vond echter dat zij een 'moreel recht' had op de fresco's en liet weten 'dat als Polen het gevoel heeft dat ze belang heeft bij bezit dat zij als onvervreemdbaar zien, een discussie moet worden gestart over cultureel en ander erfgoed dat deel is van de joodse erfenis in het algemeen en van de periode van de Holocaust in het bijzonder.

## Stijl

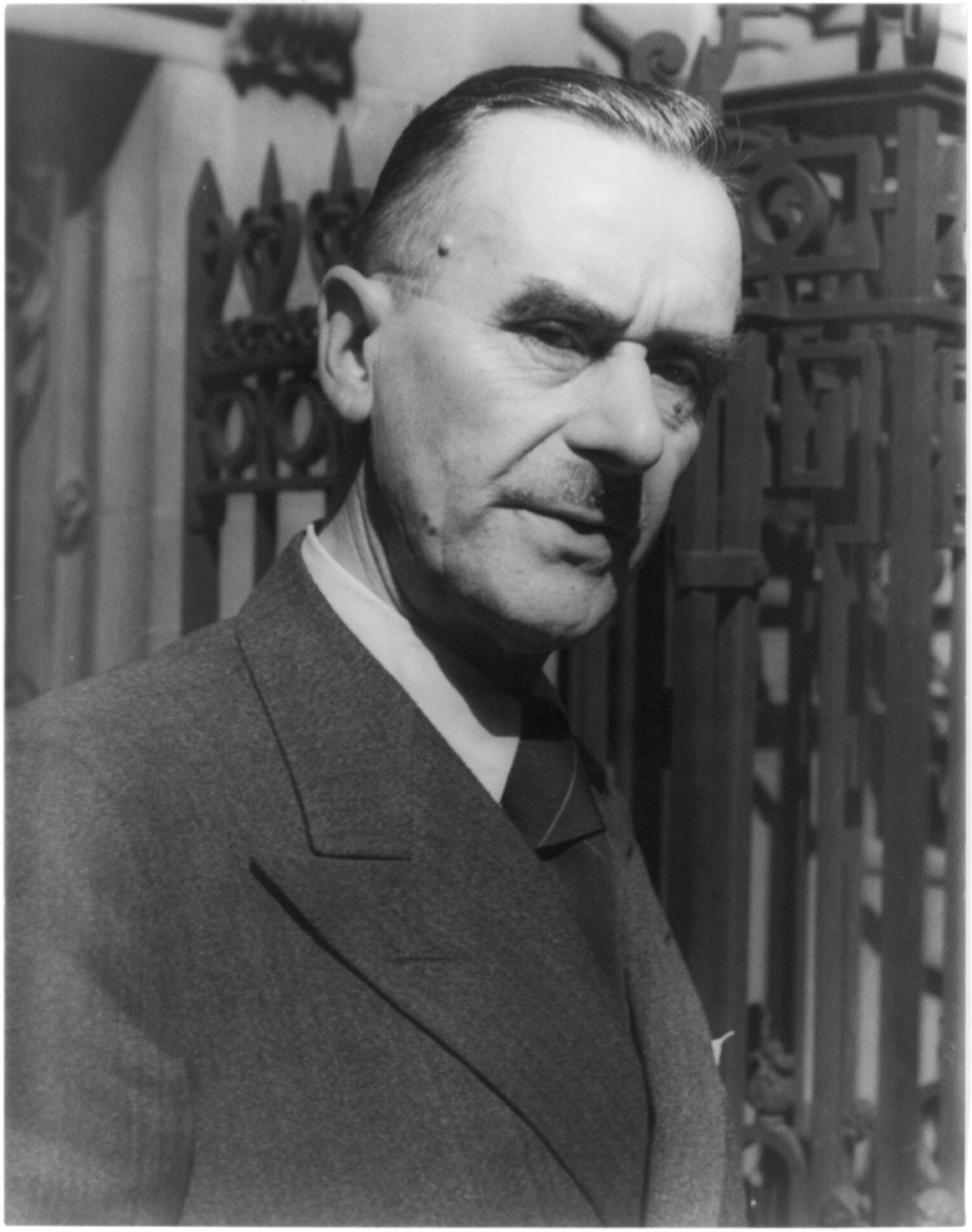
Thomas Mann, met wie Schulz enige tijd een correspondentie voerde en aan wie hij het manuscript van zijn roman de Messias stuurde.

Schulz' stijl is zeer opvallend en wordt gekenmerkt door barokke, enigszins exuberant aandoende zinnen, die echter nooit een zuiver decoratieve functie vervullen, maar een poging zijn de rijkdom en overdaad van het verleden in het woord te actualiseren. Het is volgens Schulz de functie van de schrijver om te laten zien dat onze conceptuele werkelijkheid steeds verwijst naar een mythische eenheid. Zo zijn de beschrijvingen van Drohobycz niet alleen een biografie van de jeugd van de schrijver, maar tevens van de jeugd van de wereld, de oorsprong van het leven. Wanneer Adela 's ochtends haar mandje met boodschappen leegt, roept de inhoud het beeld van een ongevormde, voorhistorische wereld op:
Pomona gelijk keerde Adela in de stralende ochtenden terug uit de fakkelbrand van de dag en schudde de kleurenpracht van de zon uit haar mandje: glinsterende zoete kersen vol water onder hun doorschijnende schil, geheimzinnige donkere morellen waarvan de geur overtrof wat in de smaak werkelijkheid werd, abrikozen met in hun gouden vruchtvlees het merg van lange middagen; en naast deze pure poëzie van vruchten laadde ze lappen vlees met een klavier van kalfsribben uit, gezwollen van kracht en voedzaamheid, waterplanten van groenten als gedode koppotigen en kwallen - het rauwe materiaal van het eten met een nog ongevormde en dorre smaak, de vegetatieve en tellurische ingrediënten met de wilde geur van het veld.
Voortdurend is er in het werk van Schulz sprake van een contrast tussen overdaad en leegte, losbandigheid en inkeer, vruchtbaarheid en ondergang, leven en sterven. Deze polen vormen geen absolute tegenstelling, maar zijn de twee manifestaties van dezelfde werkelijkheid. Zo is de buurt waar de hoofdpersoon woont niet meer dan een overgang naar een nieuwe overgang, een wereld waar niets bestendigd wordt.
het fatale van deze buurt is dat er niets wordt verwerkelijkt, dat niets zijn definitivum bereikt, dat alle begonnen bewegingen in de lucht blijven hangen, dat alle gebaren voortijdig uitgeput zijn en niet over een bepaald dood punt heen kunnen komen. De overdaad en verkwisting die deze wijk kenmerken voorzover  het intenties, projecten en anticipaties betreft, hebben we reeds kunnen waarnemen. Deze hele buurt is niets anders dan een gisting van verlangens die voortijdig opbruist en daarom krachteloos en leeg is (...) Boven de hele buurt zweeft het luie en losbandige fluïdum van de zonde, en huizen, winkels en mensen lijken menigmaal slechts een rilling op haar koortslichaam, het kippenvel dat haar ijldromen vergezelt. 
Schulz' literaire werk wordt vaak met dat van Marcel Proust vergeleken. Anderen wijzen op de verwantschap met het werk van Thomas Mann en Franz Kafka, wiens roman Het Proces hij samen met zijn toenmalige verloofde Jozefina Szelińska in het Pools vertaalde (1936). Deze vergelijkingen schieten echter tekort en doen geen recht aan het volstrekt unieke karakter van zijn werk.

## Nachleben

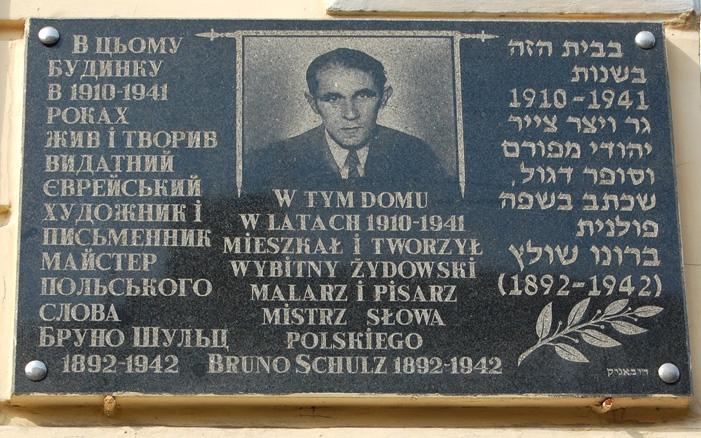
Plaquette ter nagedachtenis aan Bruno Schulz

Hoewel het proza van Schulz niet de wereldwijde bekendheid verwierf die het werk van Marcel Proust, Thomas Mann en Franz Kafka ten deel viel, wordt hij beschouwd als een van de belangrijkste en origineelste stilisten van het interbellum. Schrijvers als John Updike, Philip Roth, Isaac Bashevic Singer, Cynthia Ozick, David Grossman en Danilo Kis hebben hun grote waardering voor zijn werk uitgesproken. Toen de Tsjechische schrijver Bohumil Hrabal eens werd gevraagd in welke steden hij zich het meest thuis voelde, zei hij, nadat hij enkele steden had opgenoemd: 'het best voel ik me daar waar ik nog nooit ben geweest, de stad waar ik dankzij de Kaneelwinkels van Bruno Schulz ben gekomen. Dat is voor mij de mooiste stad ter wereld, die er niet meer is, en waarschijnlijk dus daarom.' In 2010 schreef Jonathan Safran Foer zijn "Tree of Codes" door fragmenten van een Engelse uitgave van Schulz 'Kaneelwinkels' te herschikken, zodat een nieuw verhaal ontstond.
De Nederlandse vertaling van zijn Verzameld Werk door Gerard Rasch werd in 1997 met de Martinus Nijhoff-prijs onderscheiden.
In 1973 verfilmde Wojciech Has 'Sanatorium Klepsydra'. In 1986 maakten de Amerikaanse gebroeders Stephen en Timothy Quay de korte animatiefilm The Street of Crocodiles, die gebaseerd was op een Engelse vertaling van Schulz' eerste verhalenbundel De Kaneelwinkels. Daarnaast verschenen er in verschillende landen theaterbewerkingen van het werk van Schulz.

## Vertalingen door Gerard Rasch
- 1972 - De Kaneelwinkels
- 1977 - Nimrod
- 1980 - Sanatorium Clepsydra
- 1982 - De Straat van de Krokodillen
- 1992 - De Komeet
- 1995 - Verzameld Werk
- 2015 - De Kaneelwinkels & Sanatorium Clepsydra

## Andere vertalingen
- 2017 - Brieven
- 2021 - Undula